# Espresso Sera
Espresso Sera era un quotidiano italiano del pomeriggio pubblicato a Catania.

## Storia
Edito dalla Società Editrice Meridionale (SEM) di proprietà di Domenico Sanfilippo e Salvatore Puglisi Cosentino, i quali detenevano il 50% ciascuno delle quote societarie, il primo numero venne dato alle stampe il 5 aprile 1956; diretto dapprima da Girolamo Damigella e in seguito da Giuseppe Simili, veniva stampato nello stabilimento in via Santa Maria del Rosario 26, a Catania.
Quotidiano del pomeriggio, prese il posto di un altro storico giornale catanese dello stesso tipo, Ultimissime diretto da Chino Alessi, che aveva chiuso i battenti poco tempo prima e annualmente registrava una tiratura media di circa 18 000 copie.
Verso metà anni 1960 la testata venne rilevata per intero da Sanfilippo, e dal 1968 le sue copie furono stampate presso la sede del quotidiano La Sicilia in viale Odorico da Pordenone 50, sulla circumvallazione del capoluogo etneo. Dal 1967 assunse come sottotitolo Corriere di Sicilia, che dal 1980 venne aggiunto al titolo che divenne così Espresso Sera - Corriere di Sicilia. Cessò le pubblicazioni nel 1993.
Per l'Espresso Sera lavorarono tra gli altri Giuseppe Fava, Domenico Tempio, Giuseppe Vecchio, Giuseppe Lazzaro Danzuso, Nino Milazzo, Santi Corvaja e Carmelo Barbuto; del quotidiano, Fava fu capocronista dal 1956 al 1978.